# Раки-лускунчики
Раки-лускуни, або раки-лускунчики  (лат. Alpheidae) — сімейство ракоподібних з інфразагону справжніх креветок (Caridea) підряду десятиногих (Decapoda). Характерна особливість — асиметричний розвиток клешнів, більша з яких зазвичай здатна виробляти гучний ляскаючий звук.
Сімейство поширене по всьому світу і складається з приблизно 1119 видів, що входять до 38 або більше родів. Два найбільш значущі — Alpheus і Synalpheus, в які входять 250 і 100 видів відповідно. Більшість представників риють нори і є звичайними мешканцями коралових рифів, підводних скупчень морської трави та устричних банок. У той час як більшість родів і видів мешкають у тропічних і помірних прибережних і морських водах, Betaeus живуть у холодних морях, а Potamalpheops лише у проточних печерах.
Колонії раків-лускунчиків можуть створювати перешкоди роботі гідролокаторам та підводного зв'язку. Ці тварини є важливим джерелом звуків у океані.

## Опис
Раки-лускуни виростають лише до 3-6 см завдовжки. При цьому велика клешня креветки перевищує за розміром половину її тіла. Вона може бути як правою, так і лівою і, на відміну від клешні більшості креветок, не має типового для них пінцетоподібного закінчення. Замість нього є виріст, що нагадує пістолет, який складається з двох частин. Їхнє з'єднання дозволяє «молоту» прийняти положення під прямим кутом. При стиску він клацає в іншу частину клешні, випускаючи неймовірно потужну хвилю бульбашок, здатну оглушити велику рибу і розбити скляну банку.

## Екологія

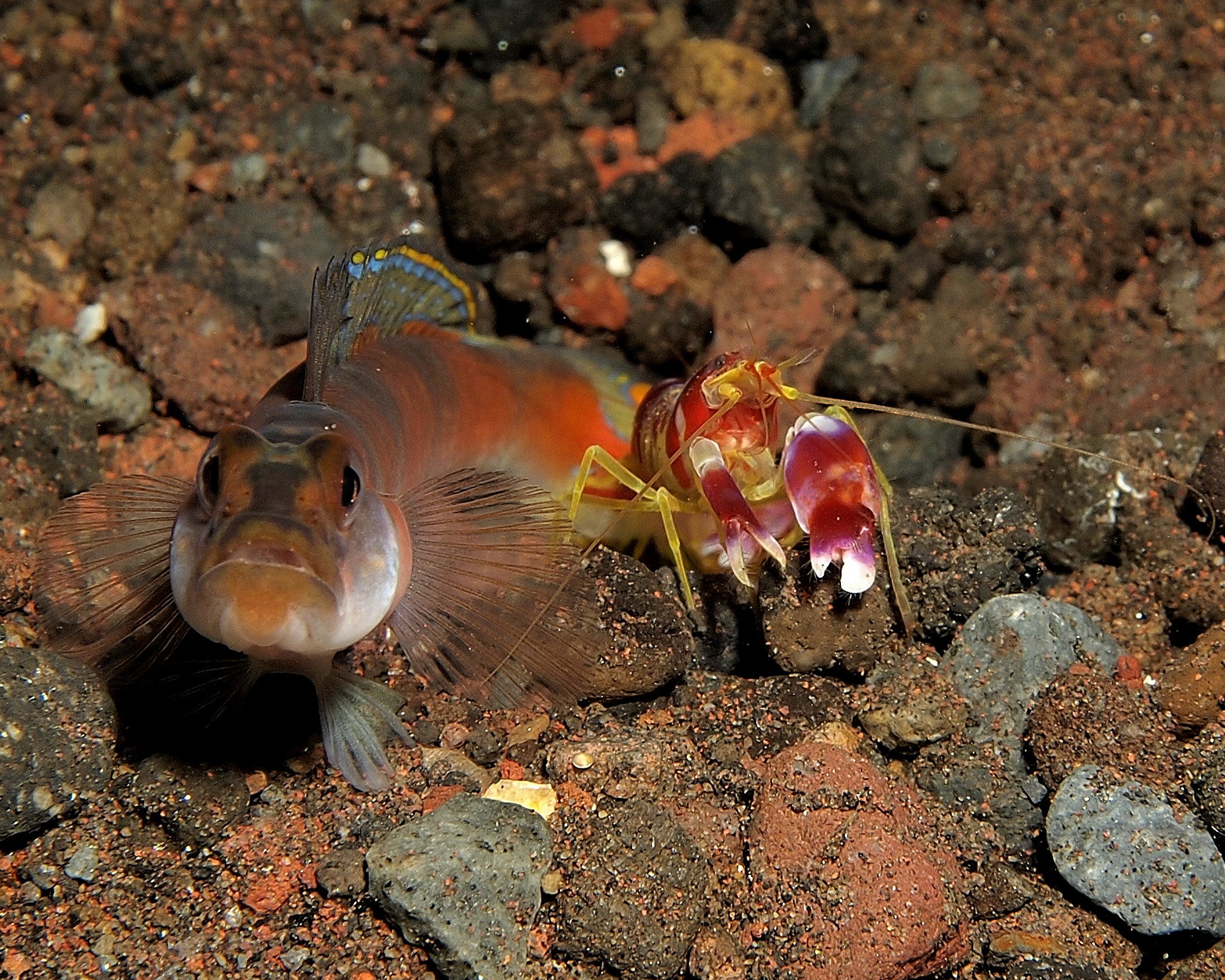
Alpheus randalli з бичком з роду Amblyeleotris

Деякі види раків-лускунчиків ділять нори з рибами-бичками, таким чином перебуваючи з ними у симбіотичних стосунках. Вириває таку нору креветка, бичок забезпечує безпеку, спостерігаючи за обстановкою. Коли обидва вони знаходяться поза норою, креветка підтримує контакт з рибою за допомогою своїх антенок. Бичок, що має кращий зір, попереджає креветку про небезпеку характерними рухами хвоста і обидва вони ховаються в нірці. Поки що такі союзи спостерігались у видів, що населяють коралові рифи.
Еусоціальність відома у представників роду Synalpheus. Synalpheus regalis живуть усередині губок колоніями, які можуть налічувати до 300 особин. Усі вони є нащадками однієї великої самки, королеви та, можливо, одного самця. Нащадки поділяються на робітників, які піклуються про нащадків і солдатів, в основному самців, що захищають колонію своїми великими клешнями.

## Клацання
Раки-лускунчики борються за титул найгучнішої істоти в морі з такими набагато більшими тваринами як кашалоти та білухи.
Ляскання використовується як для полювання, так і для комунікації. Полюючи, креветка зазвичай перебуває в укритті, наприклад, в нірці, виставивши назовні свої антени, щоб дізнатися про те, що повз пропливає риба. Вловивши рух, вона вискакує з укриття, клацає клешнею і приголомшує здобич. Потім затягує рибу в нірку і з'їдає.

## Класифікація

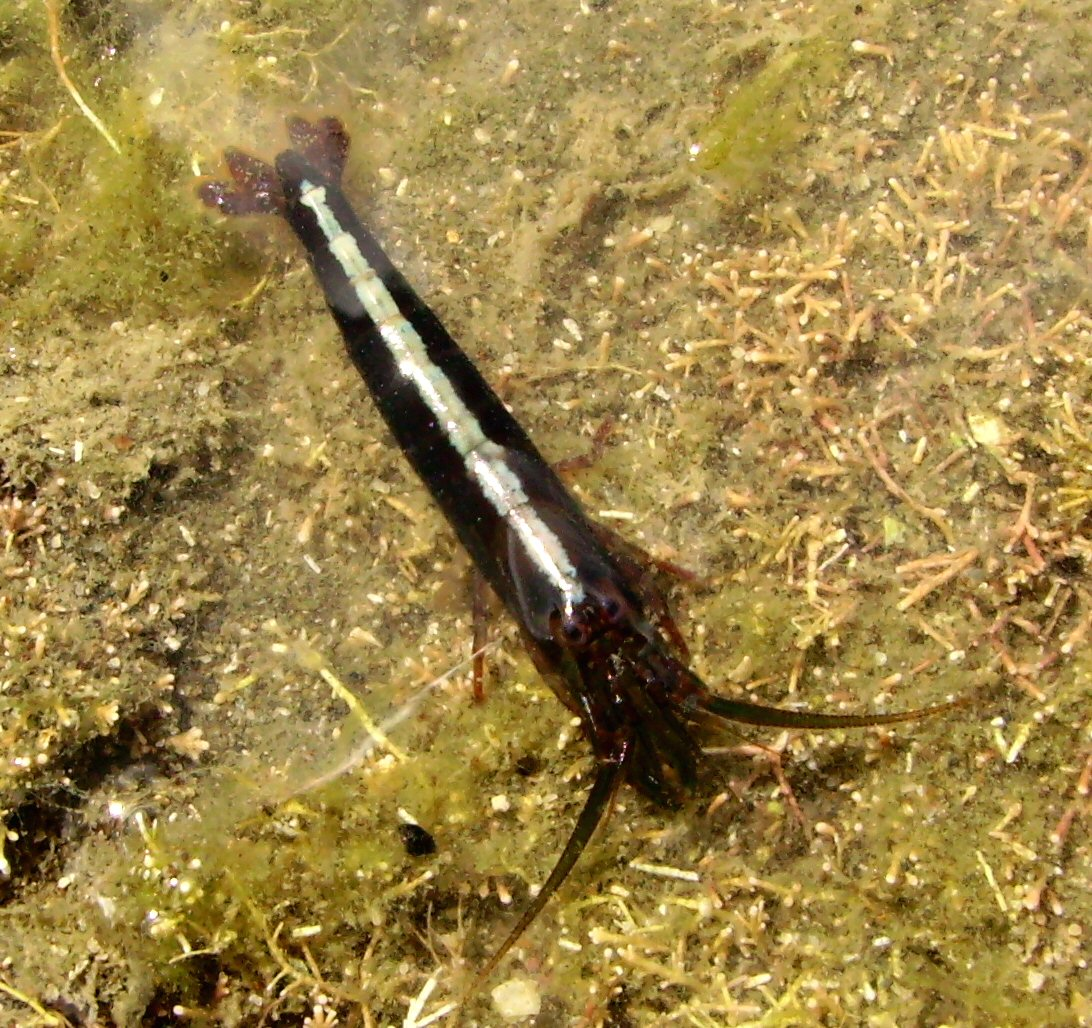
Betaeopsis aequimanus

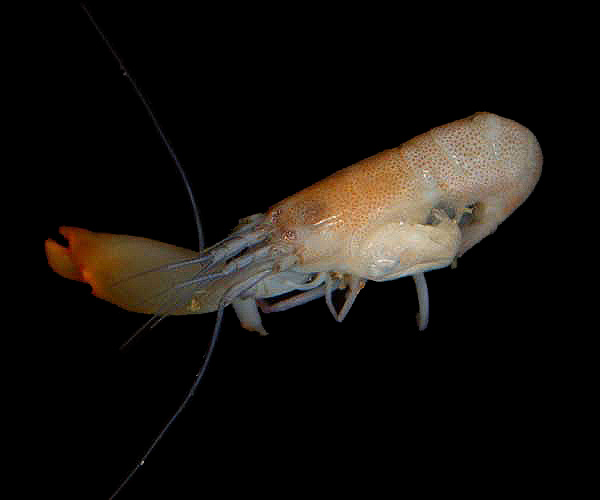
Synalpheus fritzmuelleri

У сімейство Alpheidae включають понад 620 видів, об'єднаних у 45 родіві. Найбільші з них: Alpheus з 283 і Synalpheus зі 146 видами.
- Acanthanas Anker, Poddoubtchenko & Jeng, 2006
- Alpheopsis Coutière, 1896
- Alpheus Fabricius, 1798
- Amphibetaeus Coutière, 1896
- Arete Stimpson, 1860
- Aretopsis De Man, 1910
- Athanas Leach, 1814
- Athanopsis Coutière, 1897
- Automate De Man, 1888
- Bannereus Bruce, 1988
- Batella Holthuis, 1955
- Bermudacaris Anker & Iliffe, 2000
- Betaeopsis Yaldwyn, 1971
- Betaeus Dana, 1852
- Bruceopsis Anker, 2010
- Coronalpheus Wicksten, 1999
- Coutieralpheus Anker & Felder, 2005
- Deioneus Dworschak, Anker & Abed-Navandi, 2000
- Fenneralpheus Felder & Manning, 1986
- Harperalpheus Felder & Anker, 2007
- Jengalpheops Anker & Dworschak, 2007
- Leptalpheus Williams, 1965
- Leptathanas De Grave & Anker, 2008
- Leslibetaeus Anker, Poddoubtchenko & Wehrtmann, 2006
- Metabetaeus Borradaile, 1899
- Metalpheus Coutière, 1908
- Mohocaris Holthuis, 1973
- Nennalpheus Banner & Banner, 1981
- Notalpheus G. Méndez & Wicksten, 1982
- Orygmalpheus De Grave & Anker, 2000
- Parabetaeus Coutière, 1896
- Pomagnathus Chace, 1937
- Potamalpheops Powell, 1979
- Prionalpheus Banner & Banner, 1960
- Pseudalpheopsis Anker, 2007
- Pseudathanas Bruce, 1983
- Pterocaris Heller, 1862
- Racilius Paul’son, 1875
- Richalpheus Anker & Jeng, 2006
- Rugathanas Anker & Jeng, 2007
- Salmoneus Holthuis, 1955
- Stenalpheops Miya, 1997
- Synalpheus Bate, 1888
- Thuylamea Nguyên, 2001
- Triacanthoneus Anker, 2010
- Vexillipar Chace, 1988
- Yagerocaris Kensley, 1988